# Carlos Bettini
Carlos Antonio Bautista Bettini Francese (La Plata, 13 de octubre de 1951) es un diplomático y político argentino, que se desempeñó como Embajador argentino ante España y Andorra durante las presidencias de Néstor Kirchner y  Cristina Fernández de Kirchner.

## Primeros años y educación
Bettini nació el 13 de octubre de 1951, en La Plata, en el seno de una acaudalada familia platense. En su juventud practicó rugby por el club  San Luis.
Fue amigo de Cristina Fernández cuando eran adolescentes en La Plata. Sus conexiones con la familia Kirchner serían claves para su carrera política y diplomática. .
Su padre, Antonio Bautista Bettini, fue fiscal federal y profesor en varias facultades cuando desapareció en 1977 durante la dictadura militar. Su hermano, Marcelo Gabriel José Bettini, estudiante de Agronomía, desapareció en 1976; Jorge Alberto Daniel Devoto, capitán de la Armada y esposo de su hermana, desapareció en 1977. Su abuela materna Bettini, María de las Mercedes Hourquebie de Francese, desapareció también aquel año. asimismo hicieron desaparecer al chófer de la familia, Alfredo Temponi. 
El 6 de junio de 2012, la Sra. Cristina Fernández de Kirchner en un emotivo acto, ascendió post mortem al grado de Capitán de Corbeta al Teniente de Fragata, Jorge Devoto en el edificio Libertad, sede de la armada argentina. 
Bettini se exilió en España ante la desaparición de sus familiares. Se recibió de abogado en España en 1986 en la Universidad Complutense de Madrid.

## Carrera

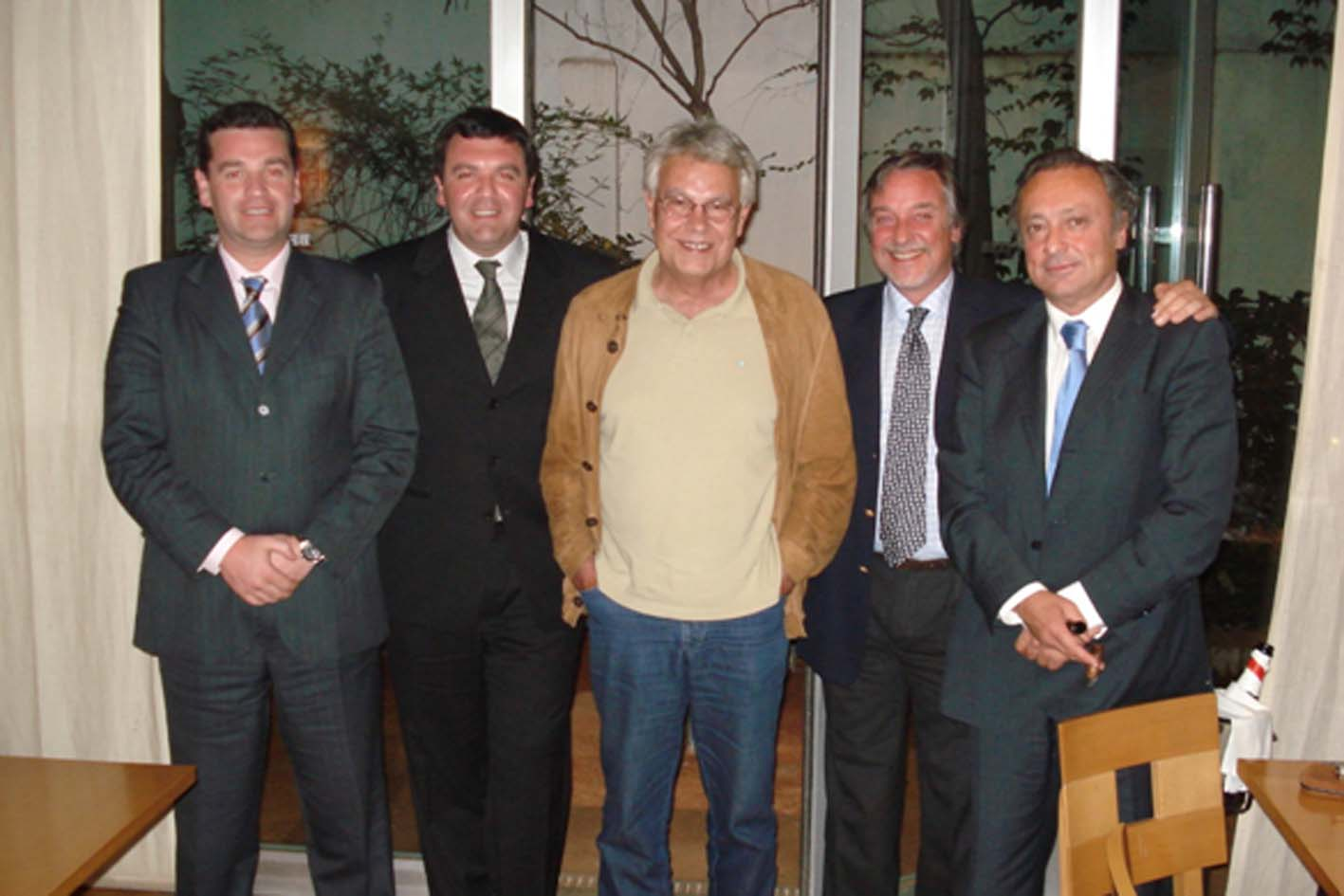
Bettini, primero a la derecha, con Felipe González y un grupo de jueces argentinos.

### Exilio en España
En España, Bettini se volvió amigo de Felipe González, histórico dirigente del PSOE. También trabajó para el empresario mexicano Carlos Slim.
Cuando Isabel Martínez de Perón fue liberada de prisión y se exilió en Madrid, La Nación aseguró que Bettini “se acercó a ella para ganar su confianza” y desarrolló una “relación cercana”, con el rol que había tenido Mario Rotundo, como administrador de sus bienes. Luego de ello, Bettini fue señalado como nexo entre Carlos Menem e Isabel Perón.
Entre 1983 y 1993, fue consejero de relaciones internacionales del Defensor del Pueblo de España, un puesto compartido en esos años junto a Joaquín Ruiz-Giménez Cortés, Álvaro Gil-Robles, y Margarita Retuerto Buades.

### Regreso a la Argentina
Regresó a la Argentina en 1991, donde se desempeñó entre 1993 y 1996 como director de Aerolíneas Argentinas. Cuando se desempeñaba como tal, trabajó como lobbista de empresas españolas en Argentina. El político y sindicalista Ariel Basteiro llamó su gestión como “período de gran desgaste” para aquella empresa, explicando que bajo la gestión de Bettini se movieron los intereses de Argentina a España, específicamente hacia la aerolínea española estatal, Iberia. Según Basteiro, Bettini promovió una estrategia comercial para la aerolínea que involucró pedir prestados cien millones de dólares, vender bienes raíces, equipos y aeronaves, y recortar los servicios. El resultado fue una importante pérdida de cuota de mercado para Iberia.
Durante la presidencia de Carlos Menem, fue asesor del Ministerio de Justicia bajo las gestiones de Jorge Maiorano, Rodolfo Barra y Elías Jassán. Fue jefe de Gabinete del procurador Nicolás Becerra entre 1998 hasta el retiro de éste en 2004.
Durante 1993 y 1996, fue miembro del comité organizador de IDEA (Instituto para el Desarrollo Empresarial de la Argentina) y miembro del Patronato de la Fundación Euroamérica. Fue el representante argentino al encuentro anual de la comisión de la ONU sobre Prevención del Crimen en Viena (1994, 1995) y la conferencia Internacional de Defensores del Pueblo en Wellington, Nueva Zelanda, en 1994.
En diciembre de 1999, Patricia Bullrich, de pasado montonero, en ese entonces secretaria de Política Criminal, denunció a Bettini al fiscal federal Jorge Urso por corrupción, específicamente por intentar sobornar a la misma Bullrich, supuestamente en relación con sus funciones como representante de una empresa española, Dycasa, para conseguir un contrato para renovar y construir prisiones en Argentina. Los dichos de Bullrich fueron investigados por la Oficina Anticorrupción, que sugirieron procesarlo, o al menos, inhabilitarlo para cargos públicos. El asunto nunca llegó a juicio.

### Embajador en España
Bettini fue Embajador ante el Reino de España y el Principado de Andorra entre 6 de agosto de 2004 hasta 2015, cuando asumió Mauricio Macri. Sirvió bajo las presidencias de Néstor Kirchner y Cristina Fernández de Kirchner.
Su nombramiento causó controversia, pues no tenía pasado diplomático y era visto como lobbista de empresarios españoles. Patricia Bullrich   abiertamente lo criticó, diciendo que era inapropiado tenerlo como Embajador. Bullrich recordó su denuncia sobre su rol como negociador de Dycasa, y que ello había sido elevado a la Oficina Anticorrupción. Bettini negó siempre trabajar como lobbista, y que demandaría a Bullrich. Elisa Carrió había advertido de que de llegar a embajador, ella haría “denuncia criminal por el nombramiento ilegal.”
Una fuente citó que aunque Bettini, dado su nombramiento, negaba ser lobbista o representante de empresas españolas, alegando que ello sería incompatible con cualquier función diplomática o política. 

## Honores y premios
En 2004 el Reino de España le otorgó a Bettini la Gran Cruz de la Orden de Isabel la Católica. 